# Krzysztof Duda (lekarz)
Krzysztof Duda – polski lekarz anestezjolog, profesor zwyczajny. dr hab., pracujący w Instytucie Ochrony Zdrowia Państwowej Wyższej Szkoły Zawodowej w Tarnowie. Tytuł profesora uzyskał w 1996 roku.

## Wybrane publikacje
- Jerzy A. Żołądź, Joanna Majerczak, Krzysztof Duda. Starzenie się mięśni szkieletowych człowieka - przyczyny, skutki, zapobieganie. „Kosmos”. 69 (4), 2020. DOI: 10.36921/kos.2020_2742. [dostęp 2021-03-18].